# Heiner Brand
Heiner Brand, född 26 juli 1952 i Gummersbach i Tyskland, är en tysk före detta handbollsspelare och handbollstränare. Brand var förbundskapten för det tyska herrlandslaget mellan 1997 och 2011. Han är gift och har två barn.

## Karriär
Heiner Brand är den ende som vunnit Handbolls-VM både som spelare (1978 i Danmark) och som förbundskapten (2007 på hemmaplan).
Efter att Heiner Brand tog över som tysk förbundskapten 1997 har landslaget firat flera stora framgångar: VM-silver 2003, Europamästare 2004, Världsmästare 2007.
Heiner Brand är känd för sin breda mustasch. När Tyskland vann EM 2004 rakade han högtidligt av sin mustasch. När Tyskland vann VM 2007 hyllade spelarna Brand genom att ta på sig låtsasmustascher.